# 騸馬
騸馬（せんば）とは去勢された牡馬のことである。扇馬とも記載される。
馬の去勢は、馬を家畜化したころから行われていたとされている。遊牧社会では家畜としての馬の数を調整するために繁殖用の少数の馬を除いて牡馬には去勢が行われる。また、軍馬においても気性を抑えて扱いやすくする、敵に奪われても繁殖に使えなくする、発情期に興奮させないなどの理由で牡馬は去勢されていた。また競走馬から乗馬に転用される場合、元種牡馬も含めて去勢されることが通常である。
ただし、日本においては明治時代になるまで牡馬を去勢する習慣が存在しなかったとされる。

## 歴史
兵馬俑の馬が騸馬であるという指摘があり、中国の秦の時代には去勢が行われていたと考えられる。

### 日本
江戸時代1656年に川越城の厩で、人にかみつく4頭に去勢を行ったと町名主『榎本彌左衛門覚書』の記録があるほか、中国から日本に伝わった『元享療馬集』、『馬経大全』などにも馬の去勢が記載がされ、技術と知識はあったと考えられる。
日清戦争時に、日本の軍馬は獰猛だと酷評され、義和団の乱に共同出征した際には「わが国の出征軍馬のみは、素質獰猛であり、牝馬を見ては隊列を乱し、輸送に当たっては兵を傷つけ、実に苦心を要するものがあって、各国兵から軽蔑嘲笑を受けた」とあり、これを受けて馬匹去勢法が制定され、馬政第一次計画によって計画的な去勢が行われるようになった。
しかし、この去勢推進法によって大型で従順な西洋馬が残され、日本で中世から名馬と称されてきた南部馬などの日本在来馬は絶滅もしくは絶滅に近い状態となった。昭和24年1月1日、馬匹去勢法は廃止された。

## 競馬における去勢
競馬界においては、気性を穏やかにし、競走において扱いやすくするため、繁殖的価値の認められない馬について育成段階、または競走馬として出走した後に去勢を行う。去勢し、騸馬となると、種牡馬になることができなくなる。そのため種牡馬や繁殖牝馬の選定競走として定められている競馬のクラシック競走などには出走できない取り決めをしている国が多い。牡馬は牝馬と異なり1年間に多頭数との交配が可能なため、種牡馬の需要頭数は競走馬に比べて少なく、種牡馬となる競走馬は全体の1%未満である。これにより、種牡馬選定期間が過ぎた4歳以上の牡馬は多くの国で去勢されるのが一般的である（イギリスダービーなどのG1競走勝ち馬が去勢された例もある）。特に障害競走に出走する競走馬は競走の危険を減らす目的もあり、去勢が行われない馬は極めて稀であるが、日本においては繁殖的価値の有無にかかわらず、障害競走に出走する競走馬も含め、現役競走馬に対して去勢を行うことは少なく、気性難や馬っ気（発情）などでレースや調教などに支障が出るような牡馬への「最終手段」として行われることが多い。その背景には、気性難を実力の源と見做し、気性難の馬を乗りこなすことが騎手の腕前の証明として考えるという、日本独自の風潮がある。
中央競馬のGI競走では、牝馬限定およびクラシック5競走を含む2歳・3歳限定の全てに出走できない制限（朝日杯フューチュリティステークスは2004年以降）がある。これは、優秀な種牡馬・繁殖牝馬を選定するための審査という目的もあるためである。しかしながら、クラシックのトライアル競走では騸馬の出走を認めているものが存在する。一方、馬齢・性別の制限がない競走には出走できる。
天皇賞についても種牡馬・繁殖馬選定の観点から騸馬の出走が長年認められていなかったが、2008年より春・秋とも騸馬に開放された。開放初年の春の天皇賞にはドリームパートナー（7歳）、秋の天皇賞にはエリモハリアー（8歳）がそれぞれ出走しており、2011年の春の天皇賞にはフランスから騸馬のジェントゥー（7歳、2010年・カドラン賞、ロワイヤルオーク賞優勝馬）が出走している。
海外では、競走馬としてデビュー前から去勢を施すことが一般的に行われている。特にアメリカでは実績のある騸馬が多数存在しており、20世紀のアメリカ名馬100選のうち実に11頭が騸馬である。一方でフランスの凱旋門賞は種牡馬・繁殖牝馬の選定競走という位置づけから騸馬の出走を認めておらず、騸馬への開放議論も起きてはいるが、2025年の段階でもフランスギャロは騸馬の出走制限を継続している。
また、馬産の行われていない香港、シンガポールの牡馬の競走馬はほぼ全てが去勢され騸馬になっている。これらの国では主にオーストラリア、ニュージーランドから競走馬を輸入し、一部はヨーロッパから現役競走馬をトレードで獲得している。そのオーストラリア、ニュージーランドは馬産国でありながら、一部の良血馬以外の大部分の牡馬は去勢されるという、他の国々にはない特色を持っている。
なお、種牡馬を引退し功労馬として余生を過ごすことになった牡馬は、余程のことがない限り去勢される。現役競走馬時代・種牡馬時代ともに優秀な成績を収めたサクラユタカオーやタイキシャトルも去勢されている。

### 著名な騸馬
- 日本
  - レガシーワールド：1993年ジャパンカップ優勝
  - マーベラスクラウン：1994年ジャパンカップ優勝
  - トウカイポイント：2002年マイルチャンピオンシップ優勝
  - ノンコノユメ：2018年フェブラリーステークス優勝
  - サウンドトゥルー：2015年東京大賞典、2016年チャンピオンズカップ、2017年JBCクラシック優勝
  - ヤマニンアピール：1988年JRA賞最優秀障害馬
  - ブランディス：2004年中山大障害（1月）、2004年中山グランドジャンプ優勝、2004年JRA賞最優秀障害馬
  - メルシータカオー：2004年中山大障害（12月）優勝
  - シングンマイケル：2019年中山大障害優勝、2019年JRA賞最優秀障害馬
- 海外
  - ケルソ：ニューヨークハンディキャップ3冠・ジョッキークラブゴールドカップ5連覇
  - フォアゴー：ウッドワードステークス4連覇
  - ジョンヘンリー：北米G1最多勝（16勝）
  - ネイティヴダイヴァー：ハリウッドゴールドカップ3連覇（史上初）
  - ラヴァマン：ハリウッドゴールドカップ3連覇（史上2頭目）
  - ワイズダン：ブリーダーズカップ・マイル連覇
  - ゲームオンデュード：サンタアニタハンデキャップ3勝
  - ロイエイチ：ブリーダーズカップ・スプリント連覇
  - ファニーサイド：2003年ケンタッキーダービー、プリークネスステークス優勝（アメリカ3歳二冠馬）、2004年ジョッキークラブゴールドカップ優勝
  - フリートストリートダンサー：2003年ジャパンカップダート優勝
  - アークル：チェルトナムゴールドカップ3連覇
  - レッドラム：グランドナショナル3勝
  - レベルスロマンス：2022年ベルリン大賞、オイロパ賞2勝、BCターフ2勝、2024年ドバイシーマクラシック、チャンピオンズ&チャターカップ
  - シリュスデゼーグル：ガネー賞3勝、2011年チャンピオンステークス、2012年ドバイシーマクラシック優勝
  - ロードノース：ドバイターフ3連覇、2020年プリンスオブウェールズステークス優勝
  - ブラックステアマウンテン：2013年中山グランドジャンプ優勝
  - ファーラップ：コックスプレート連覇
  - ノーザリー：コックスプレート連覇
  - ネイチャーストリップ：TJスミスステークス3連覇、スプリントクラシック連覇、2022年キングズスタンドステークス優勝など
  - ベタールースンアップ：1990年ジャパンカップ優勝
  - テイクオーバーターゲット：2006年スプリンターズステークス優勝
  - セントスティーヴン：2002年中山グランドジャンプ優勝
  - カラジ：2005～2007年中山グランドジャンプ3連覇
  - グッドババ：香港マイル3連覇、2008年チャンピオンズマイル優勝
  - サイレントウィットネス：香港スプリント連覇、2005年スプリンターズステークス優勝
  - ゴールデンシックスティ：香港マイル3勝
  - ロマンチックウォリアー：クイーンエリザベス2世カップ3連覇、香港カップ3連覇、2023年コックスプレート、2024年安田記念、2025年ジェベルハッタ優勝
  - ラッキーナイン：クリスフライヤー国際スプリント連覇、チェアマンズスプリントプライズ連覇、2011年香港スプリント優勝
  - ヴィヴァパタカ：クイーンエリザベス2世カップ2勝
  - ビューティージェネレーション：香港マイル連覇、チャンピオンズマイル連覇
  - ビートザクロック：センテナリースプリントカップ連覇、2019年チェアマンズスプリントプライズ、香港スプリント優勝
  - ミスタースタニング：香港スプリント連覇、2020年チェアマンズスプリントプライズ優勝
  - ウェリントン：チェアマンズスプリントプライズ連覇、2022年香港スプリント、クイーンズシルバージュビリーカップ優勝
  - ロシアンエンペラー：香港チャンピオンズ&チャターカップ連覇、2022年香港ゴールドカップ優勝
  - セイクリッドキングダム：香港スプリント2勝
  - フェアリーキングプローン：2000年安田記念優勝
  - ブリッシュラック：2006年安田記念優勝
  - ウルトラファンタジー：2010年スプリンターズステークス優勝
  - エアロヴェロシティ：2014年香港スプリント優勝、2015年高松宮記念、クリスフライヤー国際スプリント優勝
  - ロケットマン：2011年クリスフライヤー国際スプリント、2011年ドバイゴールデンシャヒーン優勝

## 漢字表記について
「騸」はJIS X 0208に収録されていないため、せん馬、セン馬と書かれることも多い。騸馬の「騸」は馬へんに扇の旧字体（U+9A38）である。「騸」はUnicode、JIS X 0212、JIS X 0213に収録されている。「騙馬」（騙は馬へんに扁、騙す（だます）という言葉に使われている文字、音はヘン）と書かれることもあるが、これは誤りである。